# Schismatogobius marmoratus
Schismatogobius marmoratus är en fiskart som först beskrevs av Peters, 1868.  Schismatogobius marmoratus ingår i släktet Schismatogobius och familjen smörbultsfiskar. Inga underarter finns listade i Catalogue of Life.